# Сенковиці (Любуське воєводство)
Сенковиці (пол. Sękowice, нім. Schenkendorf) — село в Польщі, у гміні Губін Кросненського повіту Любуського воєводства.
Населення — 310 осіб (2011).
У 1975-1998 роках село належало до Зеленогурського воєводства.

## Демографія
Демографічна структура станом на 31 березня 2011 року:
|          | Загалом | Допрацездатний вік | Працездатний вік | Постпрацездатний вік |
| -------- | ------- | ------------------ | ---------------- | -------------------- |
| Чоловіки | 154     | 35                 | 107              | 12                   |
| Жінки    | 156     | 24                 | 105              | 27                   |
| Разом    | 310     | 59                 | 212              | 39                   |